# Řád rudého praporu (Afghánistán)
Řád rudého praporu (paštunsky د سره بینر امر‎) bylo státní vyznamenání Afghánské demokratické republiky založené roku 1980.

## Historie a pravidla udílení
Řád byl založen dne 24. prosince 1980. Udílen byl za činy v bojové akci v život ohrožující situaci či za vynikající bojové vedení vojenských jednotek a formací. Udělen mohl být i za vynikající bojové akce vojenských jednotek a útvarů, které navzdory silnému odporu nepřítele či jiným nepříznivým podmínkám, dokázaly nepřítele porazit či mu způsobit značné ztráty. Udílen byl také za úspěchy v hospodářském a kulturním rozvoji země, za vynikají službu při rozvoji vědy a techniky, při posilování obrany státu a v oblasti práce pro veřejnost. Po zániku Afghánské demokratické republiky v roce 1992 řád zanikl.

## Insignie
Řádový odznak oválného tvaru je vyroben ze stříbra nebo tombaku. Odznak je vysoký 42 mm a široký 38 mm. Uprostřed je rudý prapor umístěný na bíle smaltovaném pozadí orámovaném věncem z pšeničných klasů. V horní části je červeně smaltované pěticípá hvězda umístěná na kruhovém, bíle smaltovaném pozadí. Na přední straně jsou kovové části pozlacené. Na zadní straně je vyraženo číslo vyznamenání. Odznak je ke stuze připojen pomocí jednoduchého očka.
Stuha z hedvábného moaré široká 24 mm pokrývá kovovou destičku ve tvaru pětiúhelníku. Barva stuhy je červená s jedním bílým pruhem v levé části.
Řád se nosí nalevo na hrudi a je umístěn za Řádem Saurové revoluce.